# كونتفيل إن تيرنيوس
كونتفيل إن تيرنيوس (بالفرنسية: Conteville-en-Ternois)‏ هي بلدية تقع في إقليم باد كاليه من منطقة نور با دو كاليه في شمال فرنسا. تبلغ مساحة هذه المدينة 2.29 (كم²)، وترتفع عن سطح البحر 147 م، يبلغ عدد سكانها 69 نسمة حسب إحصاء المعهد الوطني للإحصاء والدراسات الاقتصادية سنة 2009 م. وترأس Jean-Claude Habert البلدية خلال فترة (2008-2014).